# شرکت دوده صنعتی پارس
شرکت دوده صنعتی پارس یک شرکت سهامی عام ایرانی تولیدکننده دوده صنعتی است، که در سال ۱۳۶۳ به ثبت رسیده و در سال ۱۳۷۳ شروع به کار کرده و از اواسط سال ۱۳۷۸ در بازار بورس اوراق بهادار تهران ثبت شده است.
این شرکت که در شهرک صنعتی کاوه قرار دارد مواد اولیه (دوده صنعتی) شرکت‌های تایر سازی و قطعات لاستیکی را تولید می‌کند و توان تولید ۳۰٬۰۰۰ تن محصول در سال را دارد.
عمده سهام‌داران این شرکت، شرکت سرمایه‌گذاری صنایع پتروشیمی و شرکت کربن ایران هستند.